# Минино (Крым)
Ми́нино (до 1948 года Ора́к-Аджи́; укр. Мінине, крымскотат. Oraq Acı, Оракъ Аджы) — упразднённое село в Джанкойском районе Республики Крым, располагавшееся в центре района, включённое в состав Маслово. Сейчас это северо-восточная окраина села и земли под Северо-Крымским каналом.

### Динамика численности населения
| - 1806 год — 110 чел. - 1864 год — 15 чел. - 1889 год — 12 чел. - 1892 год — 0 чел. | - 1900 год — 40 чел. - 1915 год — 37/53 чел. - 1926 год — 151 чел. |

## История
Впервые село упоминается в Камеральном Описании Крыма… 1784 года, судя по которому, в последний период Крымского ханства Орагаджи входил в Дип Чонгарский кадылык Карасубазарского каймаканства.
После присоединения Крыма к России (8) 19 апреля 1783 года, (8) 19 февраля 1784 года, именным указом Екатерины II сенату, на территории бывшего Крымского Ханства была образована Таврическая область и деревня была приписана к Перекопскому уезду. После Павловских реформ, с 1796 по 1802 год, входила в Перекопский уезд Новороссийской губернии. По новому административному делению, после создания 8 (20) октября 1802 года Таврической губернии, Орак-Аджи был включён в состав Биюк-Тузакчинской волости Перекопского уезда.
По Ведомости о всех селениях в Перекопском уезде состоящих с показанием в которой волости сколько числом дворов и душ… от 21 октября 1805 года в деревне Орак-Оджи числилось 14 дворов, 101 крымских татар, 3 ясыров и 6 цыган. На военно-топографической карте генерал-майора Мухина 1917 года обозначен, как Урагачи с 12 дворами. После реформы волостного деления 1829 года Орак-Аджи, согласно «Ведомости о казённых волостях Таврической губернии 1829 года» остался в составе Тузакчинской волости. На карте 1836 года в деревне 17 дворов. Затем, видимо, вследствие эмиграции крымских татар в Турцию селение заметно опустело и на карте 1842 года Орак-Аджи обозначен условным знаком «малая деревня», то есть, менее 5 дворов
В 1860-х годах, после земской реформы Александра II, деревню включили в состав Бурлак-Таминской волости. В «Списке населённых мест Таврической губернии по сведениям 1864 года», составленном по результатам VIII ревизии 1864 года, Орак-Аджи — владельческая татарская деревня с 3 дворами и 15 жителями при колодцах. По обследованиям профессора А. Н. Козловского начала 1860-х годов, в селении «… нет ни колодцев, ни запруд, ни проточных вод», имелись только копани (выкопанная на месте с близким залеганием грунтовых вод яма) глубиной 5 саженей (от 6 до 10 м) вода в которых «не совсем пресная и держится не постоянно». Согласно «Памятной книжке Таврической губернии за 1867 год», деревня лежала покинутая в развалинах, ввиду эмиграции крымских татар, особенно массовой после Крымской войны 1853—1856 годов, в Турцию.
По «Памятной книге Таврической губернии 1889 года», по результатам Х ревизии 1887 года, в деревне Орак-Аджи, уже Ишуньской волости, числилось 3 двора и 12 жителей.
После земской реформы 1890 года Орак-Аджи отнесли к Богемской волости. В «…Памятной книжке… на 1892 год» в сведениях о Богемской волости никаких данных о деревне, кроме названия, не приведено, по «…Памятной книжке… на 1900 год» на хуторе Орак-Аджи числилось 40 жителей в 3 дворах. По Статистическому справочнику Таврической губернии. Ч.II-я. Статистический очерк, выпуск пятый Перекопский уезд, 1915 год, на хуторе Орак-Аджи (Калембета) Богемской волости Перекопского уезда числилось 10 дворов (3 двора с землёй, 4 — безземельные) с русским населением в количестве 37 человек приписных жителей и 53 «посторонних», из которых 63 мужчины и 27 женщин. Жители владели 1500 десятинами удобной земли. В хозяйствах имелось 85 лошадей, 29 волов, 73 коровы и 300 голов мелкого скота.
После установления в Крыму Советской власти, по постановлению Крымревкома от 8 января 1921 года № 206 «Об изменении административных границ» была упразднена волостная система и в составе Джанкойского уезда (преобразованного из Перекопского) был создан Джанкойский район. В 1922 году уезды преобразовали в округа. 11 октября 1923 года, согласно постановлению ВЦИК, в административное деление Крымской АССР были внесены изменения, в результате которых округа были ликвидированы, основной административной единицей стал Джанкойский район и село включили в его состав. Согласно Списку населённых пунктов Крымской АССР по Всесоюзной переписи 17 декабря 1926 года, в совхозе Орак-Аджи-Тенсу (образованном на месте экономии), Таганашского сельсовета Джанкойского района, числилось 51 двор, население составляло 151 человек, из них 124 русских, 10 украинцев, 7 немцев, 3 армян, 1 белорус, 1 еврей, 5 записаны в графе «прочие». На километровой карте Генштаба 1941 года обозначено отдельное село — Орак-Аджи, на карте 1942 года подписанное, как Арагоджи.
В 1944 году, после освобождения Крыма от фашистов, 12 августа 1944 года было принято постановление № ГОКО-6372с «О переселении колхозников в районы Крыма» и в сентябре 1944 года в район приехали первые новоселы (27 семей) из Каменец-Подольской и Киевской областей, а в начале 1950-х годов последовала вторая волна переселенцев из различных областей Украины. С 25 июня 1946 года Орак-Аджи в составе Крымской области РСФСР. Указом Президиума Верховного Совета РСФСР от 18 мая 1948 года, Арагоджи (или Кара-Годжа) переименовали в Минино. 26 апреля 1954 года Крымская область была передана из состава РСФСР в состав УССР. Время включения в Завет-Ленинский сельсовет пока не установлено: на 15 июня 1960 года село уже числилось в его составе. В 1974 году село присоединили к Маслово (согласно справочнику «Крымская область. Административно-территориальное деление на 1 января 1977 года» — в период с 1954 по 1977 годы).